# 麻路さき
麻路 さき （あさじ さき、1965年5月27日 - ）は、日本の女優。元宝塚歌劇団星組トップスター。神奈川県相模原市南区出身。本名：石井 麻里子（いしい まりこ、旧姓：山本）愛称は本名から「マリコ」、宝塚在団中の公称身長170cm、血液型O型。1998年の結婚後はブラジル・サンパウロ州に居住。
実妹は元星組男役の麻園みき。

## 略歴
1度目の受験で宝塚音楽学校に合格する。
1981年、69期生として宝塚音楽学校入学。
1983年、宝塚歌劇団入団。同期生に元雪組トップ娘役の神奈美帆、元雪組トップスターの高嶺ふぶき、元月組トップスターの久世星佳、元月組男役スターの若央りさ、元月組組長の出雲綾、元星組男役スターのちあきしん、元花組娘役スターの美月ノア、元花組男役スターの海峡ひろきなど。月組公演『春の踊り／ムーンライト・ロマンス』で初舞台を踏み、後に久世、若央と一緒に月組に配属される。1985年、『二都物語』新人公演で2番手役に抜擢される。1986年に星組に組替え。新人公演主役を次々に務める。新人公演卒業後は3番手男役として活動した。
1987年、バウホール公演『グリーン・スリーブス』で初主演。その後『ミッドナイト・シティ・ロマンス』（1988年）、『ベルサイユのばら〜アンドレとオスカル編』（フェルゼン）（1989年）、『ベルサイユのばら〜フェルゼンとマリー・アントワネット編』（アンドレ）（1989年）、『ハロー、ジョージ!』（1992年）、『ある日 夢のとばりの中で』（1994年）、『風と共に去りぬ』（レット・バトラー）（1994年雪組公演特出）とトップ就任以前に限っても、主演を多数こなした。
1993年、当時のトップスター紫苑ゆうの負傷休演により『うたかたの恋』宝塚大劇場公演では代役として主演ルドルフを、全国ツアー『秋…冬への前奏曲』ではコマロフスキー伯爵を演じた。
1994年12月にトップ就任後は、中日劇場公演を経て、1995年3月『国境のない地図』（作・演出：植田紳爾／阪神・淡路大震災による被害からの宝塚大劇場復興第一作）でその姿を披露した。ピアニスト役を演じ、劇中でピアノ演奏を披露。先代からのトップ娘役・白城あやかとコンビを組んだ。
その後も『エリザベート－愛と死の輪舞－』のトート役など様々な作品に出演した。
1997年3月の白城退団後は相手役が月影瞳（1997年4月 - 9月）、星奈優里（1997年10月 - 1998年11月）と替わった。
1998年、元相手役の白城と中山秀征との結婚式に、星組生54人で駆けつけ、麻路が「すみれの花咲くころ」のピアノ演奏をするのに合わせ、星組生がその合唱をして白城の結婚を祝った。『皇帝／ヘミングウェイ・レビュー』を最後に日系ブラジル人宝石商との結婚のため退団。退団記念にピアノのCDを発表している。
結婚後はブラジル・サンパウロに移住。2000年に男児を出産。ブラジルではジャズダンスやストレッチ体操、ピアノの指導を行っている。

## 宝塚歌劇団時代の主な舞台出演

### 月組時代
- 1983年3月 - 5月、『春の踊り／ムーンライト・ロマンス』（月組）＊初舞台
- 1983年11月 - 12月、『翔んでアラビアン・ナイト／ハート・ジャック』
- 1984年5月 - 6月、『沈丁花の細道／ザ・レビューII』新人公演：久保大六（本役：涼風真世）（沈丁花〜）
- 1985年5月、『二都物語』新人公演：チャールズ（本役：剣幸）
- 1985年9月 - 10月、宝塚バウホール公演『スウィート・リトル ロックンロール』ロッキー

### 星組時代
- 1986年3月 - 5月、『百花扇／哀愁』[4]
- 1986年10月、『華麗なるファンタジア』新人公演：カンディート（本役：峰さを理）
- 1987年1月、『紫子』新人公演：紫子/碧生（本役：峰さを理）
- 1987年2月 - 3月、宝塚バウホール公演『蒼いくちづけ』ジョナサン/ジョニー
- 1987年6月 - 8月、『別離の肖像』ジュニア・ロジャース。新人公演：黒田節の男、佐渡おけさ歌手/シクステン（本役：峰さを理）
- 1987年8月 - 9月、宝塚バウホール公演『グリーン・スリーブス』アントニー
- 1988年2月 - 3月、『炎のボレロ／Too Hot!』新人公演：アルベルト（本役：日向薫）（炎〜）／踊る紳士S（Too〜）
- 1988年8月 - 9月、『戦争と平和』アナトリー。新人公演：アンドレイ（本役：日向薫）
- 1988年10月 - 11月、『ミッドナイト・シティロマンス』（宝塚バウホール公演）アレン
- 1989年3月 - 5月、『春の踊り／ディガ・ディガ・ドゥ』若い傾き者③（男）（春の〜）／アーサー（本役：紫苑ゆう）[5]、新人公演：ロット・ランス（本役：日向薫）（ディガ〜）
- 1989年8月 - 9月、『ベルサイユのばら』（雪組特出）ハンス・アクセル・フォン・フェルゼン
- 1989年9月 - 11月、『ベルサイユのばら』アンドレ・グランディエ。新人公演：ハンス・アクセル・フォン・フェルゼン（本役：日向薫）
- 1990年1月、宝塚バウホール公演『太陽に背を向けて』ロック
- 1990年5月 - 6月、『メイフラワー／宝塚レビュー'90』アラン（メイフラワー）／扇の男（歌手）（宝塚〜）
- 1990年11月 - 12月、『アポロンの迷宮／ジーザス・ディアマンテ』ミシェル（アポロン〜）／夢の巡礼（ジーザス〜）
- 1991年1月、宝塚バウホール公演『パル・ジョーイ』ルドロウ・ロウエル　役替り公演：ジョーイ・エバンス（本役：日向薫）
- 1991年5月 - 6月、『恋人たちの肖像／ナルシス・ノアール』ヴィクトール（恋人〜）／スイートピーの歌手（ナルシス〜）
- 1991年11月 - 12月、『紫禁城の落日』倉石信吾
- 1992年5月 - 6月、『白夜伝説／ワンナイト・ミラージュ』ガイ（白夜伝説）／運命の男、鏡の男（ワンナイト〜）
- 1992年10月、宝塚バウホール公演『ハロー、ジョージ!』ジョージ・ゴードン
- 1993年1月 - 2月、『宝寿頌／PARFUM DE PARIS』男雛、紫陽花の若衆S（宝寿頌）／ジゴロS、アラブ海賊首領（PARFUM〜）
- 1993年6月 - 8月、『うたかたの恋／パパラギ』ルドルフ（うたかた〜）[6]
- 1993年9月 - 10月、全国ツアー公演『秋…冬への前奏曲〜コマロフスキー伯爵編〜／ワンナイト・ミラージュ』コマロフスキー伯爵（秋〜）／Mr.D、悪魔、黒の男、ミルキーウェイの男（ワンナイト〜）[6]
- 1993年12月、シアター・ドラマシティ公演『ライト&シャドウ』バーナード・ライダー
- 1994年2月 - 3月、『若き日の唄は忘れじ／ジャンプ・オリエント！』小和田逸平（若き〜）／アラジン、ロイ・フォン、オリエントの男（ジャンプ〜）
- 1994年4月 - 5月、宝塚バウホール公演『ある日 夢のとばりの中で』エリック・アンダースン
- 1994年5月、『風と共に去りぬ』レット・バトラー[7]
- 1994年8月 - 9月、『カサノヴァ・夢のかたみ／ラ・カンタータ！』サンジェルマン伯爵（カサノヴァ〜）／フレッド、ジャズの青年（ラ・カンタータ!）
- 1994年9月　宝塚歌劇80周年記念式典『夢を描いて華やかに』
- 1994年10月　第35回宝塚舞踏会『祝舞傘寿彩』・宝塚歌劇80周年記念『'94宝塚歌劇大運動会』

### 星組トップ時代
- 1995年2月、中日劇場公演『若き日の唄は忘れじ／ジャンプ・オリエント!』牧文四郎（若き〜）
- 1995年3月 - 5月、『国境のない地図』ヘルマン・グリーフ　＊大劇場復興第一作　＊お披露目公演
- 1995年9月 - 11月、『剣と恋と虹と／ジュビレーション！』エドモン・ド・ブラニャック男爵
- 1995年10月 '95 TCAスペシャル『マニフィーク・タカラヅカ』・『第36回宝塚舞踏会』
- 1995年12月、シアター・ドラマシティ公演『Action!』プリズナー、ビリイ
- 1996年5月 - 6月、『二人だけが悪／パッション・ブルー』ジェイ・レンハート（二人〜）
- 1996年5月 '96TCAスペシャル『メロディーズ・アンド・メモリーズ』
- 1996年9月『モン・パリ』誕生記念日特別追加公演『レビュー記念日』
- 1996年11月 - 12月、『エリザベート－愛と死の輪舞－』トート
- 1996年12月、『グランド・ベル・フォリー』　（月組公演に特別出演）
- 1997年1月、『武蔵野の露と消ゆとも』（宝塚バウホール公演）橋本実梁
- 1997年5月 - 6月、『誠の群像／魅惑II―ネオエゴイスト―』土方歳三（誠〜）
- 1997年11月 - 12月、『ダル・レークの恋』ラッチマン
- 1998年5月　'98TCAスペシャル『タカラジェンヌ』
- 1998年6月 - 8月、『皇帝／ヘミングウェイ・レビュー』ネロ（皇帝）／ヘミングウェイ（ヘミングウェイ）＊退団公演
- 1998年8月 - 9月、宝塚バウホール公演『イコンの誘惑』ミハイル・コルサコフ
- 1998年 TAKARAZUKA1000days劇場公演を最後に退団

## 宝塚歌劇団退団後の主な活動

### 舞台
- 2025年4月 - 5月、『未来へのOne Step！～世界を結ぶ愛の歌声～』（関西万博EXPOホール「シャインハット」・東京国際フォーラム・梅田芸術劇場）[8]

## テレビ出演
- 一枚の写真（1989年、フジテレビ）